# Consello d'a Fabla Aragonesa

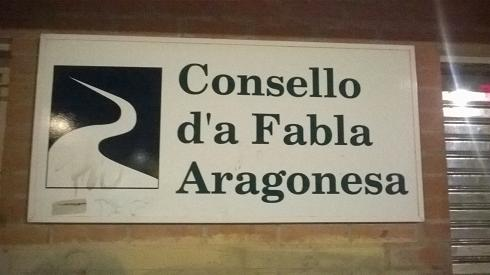
Consello d'a Fabla Aragonesa, Huesca

O Consello d'a Fabla Aragonesa, ou simplesmente Consello, é uma associação cultural fundada em 1976, e legalmente reconhecida em 1978, cujo âmbito território é Aragão, Espanha. Os objetivos desta associação são a defesa, promoção e expansão do idioma aragonês em todos os seus aspectos: história, literatura, gramática, folclore, vocabulário, social, jurídico, ensino, etc., Com ênfase no estudo, protecção e desenvolvimento de todas as variantes locais e regionais, que são a base do aragonês.